# 皮拉波齐纽
皮拉波齐纽是巴西圣保罗州的一个市镇。总面积480.795平方公里，总人口22926人，人口密度47.7人/平方公里。